# Rumex songaricus
Rumex songaricus är en slideväxtart som beskrevs av Fisch. & Mey.. Rumex songaricus ingår i släktet skräppor, och familjen slideväxter. Inga underarter finns listade i Catalogue of Life.